# Бессоновка (станция)
Бессо́новка — промежуточная железнодорожная станция Пензенского региона Куйбышевской железной дороги, располагается в селе Бессоновка Пензенской области. Через станцию осуществляется пригородное сообщение на Пензу, Рузаевку.

## История
Открыта в 1926 году на участке Пенза — Рузаевка Нижегородско-Харьковского хода. Электрифицирована постоянным током в 1969 году.

## Техническая информация
Станция по характеру работы является промежуточной станцией, по объёму выполняемой работы отнесена к 5-му классу. Путевое развитие состоит из 5 путей: 2 главных (№№ 1, 2), 2 приёмо-отправочных (№№ 3, 4) и 1 отправочного (№ 5). В чётной горловине к станции примыкает двухпутный перегон Бессоновка — Пенза IV; в нечётной — однопутный перегон Бессоновка — Грабово. В нечётной горловине станции располагается неохраняемый переезд (128км+200 м).
Комплексный контроль за техническим состоянием путей на станции осуществляет Пензенская дистанция пути (ПЧ-2). Контроль за техническим обслуживанием и ремонтом устройств автоматики и телемеханики осуществляет Пензенская дистанция сигнализации, централизации и блокировки (ШЧ-1).
Станция включена в диспетчерскую централизацию участка Пенза — Красный Узел. Станция переведена на диспетчерское управление. Управление стрелками и сигналами при передаче станции на сезонное или резервное управление осуществляется дежурным по станции.

## Деятельность
- продажа пассажирских билетов;
- приём и выдача повагонных отправок грузов (открытые площадки);
- приём и выдача мелких отправок грузов (крытые склады);
- приём и выдача повагонных отправок грузов (крытые склады)[5].